# Sarah Kane
Sarah Kane (ur. 3 lutego 1971 w Brentwood, zm. 20 lutego 1999 w Londynie) – angielska dramatopisarka.
Jej kontrowersyjna twórczość porusza takie tematy jak śmierć, seks, przemoc i choroba psychiczna; treść utworów pełna jest krwi, cierpienia i perwersji. Sarah Kane była przedstawicielką nurtu teatralnego zwanego nowym brutalizmem (ang. in-yer-face theatre).
Przez większość życia chorowała na psychozę maniakalno-depresyjną. Zmarła śmiercią samobójczą.

## Twórczość
- Zbombardowani (Blasted, 1995)
- Miłość Fedry (Phaedra's Love, 1996)
- Skin (Skin, 1995)[1][2]
- Oczyszczeni (Cleansed, 1998)
- Łaknąć (Crave, 1998)
- Psychoza 4.48 (4:48 Psychosis, 1999)